# Episodi di Mike & Molly (sesta stagione)
La sesta e ultima stagione della serie televisiva Mike & Molly è stata trasmessa negli Stati Uniti dal canale CBS dal 6 gennaio al 16 maggio 2016.
In Italia è stata trasmessa in prima visione assoluta dal 5 ottobre al 16 novembre 2016 sul canale a pagamento Joi; in chiaro è andata in onda su Italia 1 dal 31 maggio 2017 .
| nº | Titolo originale                 | Titolo italiano                    | Prima TV originale | Prima TV Italia  |
| -- | -------------------------------- | ---------------------------------- | ------------------ | ---------------- |
| 1  | Cops on the Rocks                | Poliziotti agitati                 | 6 gennaio 2016     | 5 ottobre 2016   |
| 2  | One Small Step for Mike          | Un piccolo passo per Mike          | 13 gennaio 2016    | 5 ottobre 2016   |
| 3  | Peg O'My Heart Attack            | L'attacco di cuore                 | 20 gennaio 2016    | 12 ottobre 2016  |
| 4  | Super Cop                        | Il super poliziotto                | 27 gennaio 2016    | 12 ottobre 2016  |
| 5  | Joyce's Will Be Done             | Le volontà di Joyce                | 3 febbraio 2016    | 19 ottobre 2016  |
| 6  | The Good Wife                    | La brava moglie                    | 10 febbraio 2016   | 19 ottobre 2016  |
| 7  | Weekend with Birdie              | Weekend con Birdie                 | 25 aprile 2016     | 26 ottobre 2016  |
| 8  | The Wreck of the Vincent Moranto | Il naufragio della Vincent Moranto | 2 maggio 2016      | 26 ottobre 2016  |
| 9  | Baby, Please Don't Go            | Resta ancora, ti prego             | 2 maggio 2016      | 2 novembre 2016  |
| 10 | Baby Bump                        | Il bambino promesso                | 9 maggio 2016      | 2 novembre 2016  |
| 11 | The Adoption Option              | L'opzione adozione                 | 9 maggio 2016      | 9 novembre 2016  |
| 12 | Curse of the Bambino             | Tutti pazzi per il piccolo         | 16 maggio 2016     | 9 novembre 2016  |
| 13 | I See Love                       | È arrivato l'amore                 | 16 maggio 2016     | 16 novembre 2016 |